# Ruffer Investment Company
Ruffer Investment Company (LSE: RICA) è una società di investimento britannica dedicata agli investimenti in azioni quotate o quotate a livello internazionale o titoli legati ad azioni. Fondata nel 1994, la società è quotata alla Borsa di Londra e fa parte dell'indice FTSE 250. Gestita da Chris Russell, la società è presieduta dal suo fondatore Jonathan Ruffer.
L'unica strategia di investimento di Ruffer è definita da due semplici obiettivi di investimento: non perdere denaro in un periodo di 12 mesi e generare rendimenti significativamente superiori al rendimento della liquidità. Gestisce all'inizio del 2023 un patrimonio (AUM) di 26,5 miliardi di sterline.
L'azienda ha scommesso con successo sul bitcoin nel 2020, ma difficilmente, riporta il Financial Times, investirà nuovamente nelle criptovalute in tempi brevi.  La società ha aperto un ufficio a New York City nel 2023.